# Kriwianskaja
Kriwianskaja (ros. Кривянская) – stanica w Rosji, w obwodzie rostowskim, w rejonie oktiabrskim. W 2010 liczyła 10 423 mieszkańców.